# Bello Musa Kofarmata
Bello Musa Kofarmata (ur. 12 maja 1988 w Kano, zm. 2 listopada 2022 tamże) – nigeryjski piłkarz występujący na pozycji napastnika, reprezentant kraju.

## Życiorys
Jako junior grał w Pepsi Academy Kano, Kano Hilton FC oraz Buffalo FC. Seniorską karierę rozpoczął w 2007 roku w Kano Pillars. W tym samym roku uczestniczył z reprezentacją U-20 w czterech meczach mistrzostw świata. W sezonie 2007/2008 zdobył z Kano Pillars mistrzostwo kraju. W tym okresie przebywał na testach w IK Start (2007) i LASK Linz (2008). W styczniu 2010 roku za równowartość 25 tysięcy euro został zakupiony przez Heartland FC. 3 marca tegoż roku wystąpił w towarzyskim meczu reprezentacji przeciwko DR Konga (5:2). Z Heartland FC zdobył dwa krajowe puchary, w 2011 oraz 2012 roku. W listopadzie 2012 roku wrócił do Kano Pillars. W latach 2013–2014 zostawał z klubem mistrzem Nigerii. Od początku 2015 roku przez półtora roku pozostawał bez klubu, po czym związał się kontraktem z Ifeanyi Ubah. W klubie tym rozegrał dwa ligowe spotkania i po zakończeniu sezonu 2016 przeszedł do El-Kanemi Warriors, gdzie występował do końca 2019 roku, zdobywając 12 goli w 45 ligowych meczach.
Zmarł po krótkiej chorobie w listopadzie 2022 roku. Został pochowany w swoim rodzinnym mieście.

## Statystyki ligowe
| Sezon         | Klub               | Liga                   | Mecze | Gole |
| ------------- | ------------------ | ---------------------- | ----- | ---- |
| 2008/2009     | Kano Pillars FC    | Nigeria Premier League | 27    | 11   |
| 2009/2010 (j) | Kano Pillars FC    | Nigeria Premier League | ?     | 4    |
| 2009/2010 (w) | Heartland FC       | Nigeria Premier League | 20    | 7    |
| 2016 (j)      | Ifeanyi Ubah FC    | Nigeria Premier League | 2     | 0    |
| 2017          | El-Kanemi Warriors | Nigeria Premier League | 20    | 5    |
| 2018          | El-Kanemi Warriors | Nigeria Premier League | 16    | 4    |
| 2019          | El-Kanemi Warriors | Nigeria Premier League | 9     | 3    |